# ホーンテッド・キャンパスシリーズ
『ホーンテッド・キャンパス』シリーズは、櫛木理宇による日本の小説。イラストはヤマウチシズが担当している。角川ホラー文庫（角川書店→KADOKAWA）より2012年10月から刊行されている。2022年8月時点でシリーズ累計発行部数は150万部を突破している。
2016年にシリーズ第1作の実写映画版が公開された。

## あらすじ
八神森司は幼い頃から霊が視える青年。高校時代の後輩で片想いの相手である灘こよみと親しくなるために雪越大学オカルト研究会に入るのだが、持ち込まれてくるのは様々な怪奇事象の解決の依頼。それらの事件をオカルト研究会の先輩方と解決する中、こよみとの仲も徐々に進展していく。

## 登場人物

### オカルト研究会
八神森司（やがみ しんじ）
本作の主人公。一浪して雪越大学に入学した学生。大学1回生（ - 2巻）→大学2回生（3巻 - 8巻）→大学3回生（9巻 - ）。
幼い頃から霊が視えるが特に何かできるわけではない。高校時代からの後輩である灘こよみに片想い中。
こよみの父の指導を受け、簿記2級も取得した。
灘こよみ（なだ こよみ）
本作のヒロイン。森司の高校時代からの後輩でショートヘアの美少女。大学1回生（ - 2巻）→大学2回生（3巻 - 8巻）→大学3回生（9巻 - ）。
近眼かつ乱視のため目つきが悪く、知らない人からは近寄りがたく思われている。儚げな容姿だが芯の強い性格。
霊に狙われやすい体質であり、幼なじみの麟太郎の配慮でオカルト研究会に入部している。
徐々に森司を信頼するようになり、大学3回生では半ば両片思いとなっている。
黒沼麟太郎（くろぬま りんたろう）
オカルト研究会部長で、地元の名家・黒沼家の本家長男。大学4回生（ - 2巻）→大学院生（3巻 - ）。
小柄で眼鏡を掛けており、飄々とした性格。霊が視える力は全くないが、オカルト絡みの知識は専門家顔負けのものがあり、主にオカルト関係の知識の解説役。
名家の息子であるが、幼い頃に母が家を出て、父に数日間誘拐されたこともあるなど不幸な生い立ちも持つ。また、故郷の因習や生家に対して強い反感を抱いている。
従弟の泉水の事は「泉水ちゃん」と呼び、信頼している。
黒沼泉水（くろぬま いずみ）
麟太郎の分家の従弟で、身長190cmの偉丈夫。大学3回生（ - 2巻）→大学4回生（3巻 - 8巻）→大学院生（9巻 - ）。
麟太郎を「本家」と呼び（地元の人間の目がない時などには、稀にだが「麟太郎」と呼ぶ）、彼のボディガードをしている。肉体労働系のバイトをしながら大学に通う苦学生でもある。
霊が視えるが、森司同様特に何かできるわけではない。
三田村藍（みたむら あい）
オカルト研究会副部長で、気のさっぱりした姉御肌の女性。大学3回生（ - 2巻）→大学4回生（3巻 - 8巻）→社会人（9巻 - ）。
オカルト研究会設立時には麟太郎たちに代わって手続きを取りまとめたり、社交性の高さのために彼女の知人から回ってくる依頼も多数あったりと、オカルト研究会の陰の功労者と言える。
9巻から叔父が経営する事務所に就職するも、時々オカルト研究会にやってくる。
鈴木瑠依（すずき るい）
オカルト研究会の新入部員で、森司と同い年の青年。大学1回生（9巻 - ）
母親がアメリカ人のハーフで、かつ中性的な風貌。度々女性と間違われたり、こよみや女性のゲストの身代わりを務めることがある。
幼い頃は父親に虐待され、学校でいじめられていたことから引きこもりになっていたがある霊との出会いで生きる気力を取り戻し、バイトをしながら大学受験を果たす。
最初はオカルト研究会に戸惑っていたが、徐々に馴染んでいく。こよみの事で変な行動を取る森司にツッコミを入れる一面も。
オカルト研究会以外では、小山内陣とは割と親しい関係にある。

### 準レギュラー
小山内陣（おさない じん）
こよみの元同級生で、歯学部に通うイケメンの青年。大学1回生（ - 2巻）→大学2回生（3巻 - 8巻）→大学3回生（9巻 - ）。
こよみに片想いしているが本人にうまく気持ちを伝えられない。森司にとっては恋のライバル的存在だが、いつの間にか気の合う悪友のように（自分たちを棚に上げて）こよみ目当ての新入生にむくれるという間柄にもなる。
実家は地元の歯科医院。
板垣果那（いたがき かな）
森司の元同級生で、現在は1学年上。大学3回生（5巻 - 8巻）→大学4回生（9巻 - ）
恋愛に不得手な森司にアドバイスをすることも多い。
矢田（やだ）
雪越大学の非常勤講師。ツーリングと名所巡り、学生の家でただで泊まることを趣味とする。
明るい性格のためか卒業生や元教員など大学関係者に顔が広く、時折オカルト研究会を助ける事も。
馬淵（まぶち）
雪越大学の学生課に勤める職員。気難しい性格ながら森司とは自動車のトラブルを助けられた縁で親しくなり、オカルト研究会の情報収集で協力することがある。
片貝璃子（かたがい りこ）
雪越大学の学生。幽霊が出る物件で親友の結花とルームシェアしている。森司を気に入っている様子。
五十嵐結花（いがらし ゆか）
雪越大学の学生で璃子の親友。璃子と共にオカ研の合宿等に参加した。泉水を気に入っている描写がある。

### 人外の者
絹江
こよみの大叔母で、かつてムカサリ絵馬に勝手に姿を描かれたために不幸な人生を歩んだ女性。
死後は守護霊としてこよみを守っている。
カオリ
鈴木が生家を追い出され住まわされた安アパートの部屋にいた女性の地縛霊。名前は鈴木による直感的な命名。
孤独に耐えかねた鈴木が一方的に言葉をかけ続けたことで社会復帰する切っ掛けとなったがある日姿を消した。

## 既刊一覧
- 櫛木理宇（著）、ヤマウチシズ（イラスト）、角川書店〈角川ホラー文庫〉、既刊22巻（2025年3月25日現在）
  1. 『ホーンテッド・キャンパス』2012年10月25日発行、ISBN 978-4-04-100538-5
  2. 『ホーンテッド・キャンパス 幽霊たちとチョコレート』2013年1月25日発行、ISBN 978-4-04-100663-4
  3. 『ホーンテッド・キャンパス 桜の宵の満開の下』2013年4月25日発行、ISBN 978-4-04-100802-7
  4. 『ホーンテッド・キャンパス 死者の花嫁』2013年10月25日発行、ISBN 978-4-04-101051-8
  5. 『ホーンテッド・キャンパス 恋する終末論者』2014年2月25日発行、ISBN 978-4-04-101237-6
  6. 『ホーンテッド・キャンパス 雨のち雪月夜』2014年7月25日発行、ISBN 978-4-04-101394-6
  7. 『ホーンテッド・キャンパス なくせない鍵』2015年2月25日発行、ISBN 978-4-04-102724-0
  8. 『ホーンテッド・キャンパス この子のななつのお祝いに』2015年10月25日発行、ISBN 978-4-04-102725-7
  9. 『ホーンテッド・キャンパス 春でおぼろで桜月』2016年3月25日発行、ISBN 978-4-04-102723-3
  10. 『ホーンテッド・キャンパス きみと惑いと菜の花と』2016年10月25日発行、ISBN 978-4-04-104446-9
  11. 『ホーンテッド・キャンパス 白い椿と落ちにけり』2017年3月25日発行、ISBN 978-4-04-104447-6
  12. 『ホーンテッド・キャンパス 水無月のひとしずく』2017年10月25日発行、ISBN 978-4-04-106149-7
  13. 『ホーンテッド・キャンパス 墓守は笑わない』2018年3月25日発行、ISBN 978-4-04-106152-7
  14. 『ホーンテッド・キャンパス 夏と花火と百物語』2018年10月25日発行、ISBN 978-4-04-107527-2
  15. 『ホーンテッド・キャンパス 秋の猫は緋の色』2019年3月25日発行、ISBN 978-4-04-107857-0
  16. 『ホーンテッド・キャンパス 夜を視る、星を撒く』2019年10月25日発行、ISBN 978-4-04-108634-6
  17. 『ホーンテッド・キャンパス 最後の七不思議』2020年7月25日発行、ISBN 978-4-04-109679-6
  18. 『ホーンテッド・キャンパス 待ちにし主は来ませり』2021年4月25日発行、ISBN 978-4-04-111235-9
  19. 『ホーンテッド・キャンパス だんだんおうちが遠くなる』2021年12月25日発行、ISBN 978-4-04-112064-4
  20. 『ホーンテッド・キャンパス オシラサマの里』2022年8月25日発行、ISBN 978-4-04-112600-4
  21. 『ホーンテッド・キャンパス 黒い影が揺れる』2023年7月25日発行、ISBN 978-4-04-113673-7
  22. 『ホーンテッド・キャンパス 狼は月に吠えるか』2025年3月25日発行、ISBN 978-4-04-116121-0

## ラジオドラマ
オトバンクのwebサイト「新刊JP」内の「新刊ラジオ」にて2014年1月28日に配信。
キャスト
- 八神森司 - 江口拓也
- 灘こよみ - 早見沙織

## 漫画
箸井地図の作画版と、吉田宙丸の作画版の2種類がある。箸井地図の作画版は、『Nemuki＋』（朝日新聞出版）において、2014年5月号から2016年9月号まで連載された。吉田宙丸の作画版は、『コミックウォーカー』（KADOKAWA）において、2014年7月10日から2015年3月10日に配信された。
- 櫛木理宇（原作）、箸井地図（漫画）、ヤマウチシズ（キャラクター原案） 『ホーンテッド・キャンパス』 朝日新聞出版〈Nemuki+コミックス〉、全3巻
  1. 2015年2月25日発売[7]、ISBN 978-4-02-214173-6
  2. 2015年12月18日発売[8]、ISBN 978-4-02-214186-6
  3. 2016年12月16日発売[9]、ISBN 978-4-02-214222-1
- 櫛木理宇（原作）、吉田宙丸（漫画）、ヤマウチシズ（キャラクター原案） 『ホーンテッド・キャンパス』 KADOKAWA〈角川コミックス・エース〉、全2巻
  1. 2015年3月10日発売[10]、ISBN 978-4-04-811116-4
  2. 2015年7月10日発売[11]、ISBN 978-4-04-811129-4

## 映画
シリーズ第1作が『ホーンテッド・キャンパス』のタイトルで2016年7月2日に公開された。監督は竹本聡志、主演は中山優馬。

### キャスト
- 八神森司：中山優馬
- 灘こよみ：島崎遥香[2][13]
- 黒沼泉水：大野拓朗[2][13]
- 三田村藍：高橋メアリージュン[2][13]
- 黒沼麟太郎：安井謙太郎（当時ジャニーズJr.）[13]
- 竹村肇：大和田伸也[14]

### スタッフ
- 原作：櫛木理宇『ホーンテッド・キャンパス』（角川ホラー文庫刊）
- 監督：竹本聡志
- 脚本：徳尾浩司[14]
- 音楽：濱田貴司[14]
- 主題歌：中山優馬「Feeling Me Softly」（ジャニーズ・エンタテインメント）[13]
- 製作：田中総一郎、横澤良雄、高橋敏弘[14]
- エグゼクティブプロデューサー：貝津幸典、重松圭一[14]
- プロデューサー：神山明子、中畠義之、宮内貴子[14]
- アソシエイトプロデューサー：野田利昌[14]
- 撮影：青木一弘[14]
- 美術：津留啓亮[14]
- 照明：田村廣人[14]
- 録音：田中靖志[14]
- 編集：渋谷陽一[14]
- 音響効果：大塚智子[14]
- VFXプロデューサー：小坂一順[14]
- 衣装：星野和美[14]
- ヘアメイク：小出みさ[14]
- 助監督：大畑拓也[14]
- 制作担当：牧野内知行[14]
- 企画協力：KADOKAWA[14]
- 配給：松竹[14]
- 制作プロダクション：メディアプルポ[14]
- 製作：「ホーンテッド・キャンパス」製作委員会（メディアプルポ、関西テレビ放送、松竹）[14]